# Parwanita
La parwanita és un mineral de la classe dels fosfats. Rep el nom de les coves de Parwan, a Austràlia, la seva localitat tipus.

## Característiques
La parwanita és un fosfat de fórmula química (Na,K)(Mg,Ca)₄Al₈(PO₄)₈(CO₃)(OH)₇·30H₂O. Va ser aprovada com a espècie vàlida per l'Associació Mineralògica Internacional l'any 2007, sent publicada per primera vegada el mateix any. Cristal·litza en el sistema monoclínic. La seva duresa a l'escala de Mohs és 1.
Segons la classificació de Nickel-Strunz, la parwanita pertany a «08.DO - Fosfats, etc, amb CO₃, SO₄, SiO₄» juntament amb els següents minerals: girvasita, voggita, peisleyita, perhamita, krasnoïta, saryarkita-(Y), micheelsenita i skorpionita.
Les mostres que van servir per a determinar l'espècie, el que es coneix com a material tipus, es troben conservades a les col·leccions mineralògiques del Museu Victoria, a Melbourne (Austràlia), amb els números de registre: m38528 i m43349.

## Formació i jaciments
Va ser descoberta a les coves de lava de Parwan, a la localitat de Bacchus Marsh, dins el comtat de Moorabool (Victòria, Austràlia), on es troba en diminuts raïms rosats de cristalls pseudoexagonals molt prims i laminats, sent aquest indret l'únic a tot el planeta on ha estat descrita aquesta espècie mineral.